# Talega
Talega es una bolsa ancha y corta, de lienzo basto u otra tela, de uso pendiente al cinto, que sirve para llevar o guardar cosas.
En los Andes se denomina talega a  una bolsa tejida a telar normalmente de forma rectangular, aproximadamente de 30 x 40 cm. Usada para llevar y guardar alimentos: mazorcas o harina de maíz, granos o harina de quínoa, diferentes variedades de papa y otros tubérculos; también para la recolección de papas durante la cosecha.
Las talegas suelen tejerse de forma artesanal y llevar diseños de bandas en dos colores.

## Etimología
Talega, en árabe: تعليقة‎, romanizado: taʿlīqa, lit. 'colgado, -a' es una palabra de origen árabe que hace referencia a la nota a pie de página, porque es un comentario que se le añade al texto. 

## Talega de pan

La talega en su sentido español es un saco donde se guarda el pan

En España y Portugal, la talega es el saco que se usa para ir a comprar el pan y posteriormente almacenarlo, de manera que el pan llegaba aún caliente a casa y la miga conservaba la humedad por un poco más de tiempo. Este es un remedio casero, sencillo y popular para alargar un poco su vida útil y las talegas de pan ya se mencionan en textos del siglo XIV.
Están hechas de tela de algodón, cáñamo, esparto o yute, generalmente blanca o poco teñida, y carecen de asa, tan solo una cierre de cordón por el cual se cuelgan. Por su sencilla costura (el patrón es un simple rectángulo), normalmente las hacían las propias amas de casa con retales o telas sobrantes. La talega mide unos 30 × 40 cm.
No obstante, la costumbre de la talega (que una vez fue la bolsa del pan por antonomasia de los hogares españoles), está prácticamente en desuso a medida que han cambiado las formas de venta y conservación del pan. Antiguamente en los pueblos, los vecinos acudían al horno cada anochecer y en la entrada dejaban colgada su talega para que al día siguiente, a primera hora, el panadero las volviese a llenar. Recientemente, hay un renovado interés por retomar su uso como alternativa sostenible a las bolsas de plástico.
Debido a la posición de las sílabas tónicas y átonas en «talega de pan», también es una popular figura onomatopéyica para ayudar en el zapateo, el bombo, la guitarra, etc.